# 巡査長
巡査長（じゅんさちょう、英称:Senior Police Officer）は、巡査部長の下位にあたる日本の警察における階級的呼称（職位）。指導役係官。

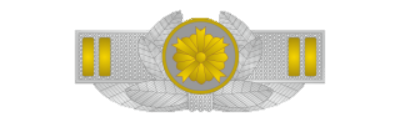
巡査長の階級章

## 位置付けと役割
警察法62条に定められた正式な階級ではなく、「巡査長に関する規則」（昭和42年国家公安委員会規則第3号）に規定された階級的職位である。階級章は巡査とは別のものが用いられ、俸給（給与）の級も巡査より上位となるが、巡査に属する。
明示的に表現する場合は「巡査長たる巡査」、辞令等の正式文書では「巡査長警視庁巡査」、「巡査長○○県巡査」などと表記される。司法警察職員として捜査書類等に記名する場合は、司法警察員に指定されている場合を除き「司法巡査」の呼称を用いる。
巡査の階級にある者のうち、一定期間の勤務を経験して優れた指導力を認められた者が、選考を経て巡査長に任命される。実務上では、以下の任官諸条件もしくは、勤務年数が高卒採用から10年を超えてなお巡査である者は、懲戒歴などが無ければ特段の選考を経ずに昇任させる。

## 任官
「巡査長に関する規則」では、勤務成績が優良であり、かつ、実務経験が豊富な巡査のうち下記の要件のいずれかに該当する者が選考により巡査長に充てられる。
1. 採用後の勤務年数が、高校卒業者は6年、大学・専門学校（高度専門士課程）卒者は2年、短期大学・高等専門学校・専門学校（即ち2～3年制の専門士課程・準学士及び短期大学士）卒者は4年、にそれぞれ到達して指導力を有する者。
2. 巡査部長昇任試験に合格して、資格はあるがまだ辞令を受けていない者、その他勤務成績が優秀であり優れた指導力を有する者。

## 役職
通常の係員（巡査）として勤務するほか、巡査長でない巡査の指導にもあたる。巡査の「係員」に対して「指導係員」と称されることもある。